# Селим Руси
Селим Руси (на албански: Selim Rusi) е албански революционер и общественик.

## Биография
Селим Руси е роден в 1821 година в западномакедонския град Дебър, тогава в Османската империя. В 1899 година Руси представлява Дебърския санджак на конгреса, на който е основана Печката лига. По-късно същата година Руси е сред лидерите на въстанието в Дебърския санджак.